# Kanton Pays de Bidache, Amikuze et Ostibarre
Pays de Bidache, Amikuze et Ostibarre  is een kanton van het Franse departement Pyrénées-Atlantiques. Het kanton maakt deel uit van het arrondissement  Bayonne.  

 Het telt 21.333 inwoners in 2018.

Het kanton werd gevormd ingevolge het decreet van 25  februari 2014 met uitwerking op 22 maart 2015 met Saint-Palais als hoofdplaats.

## Gemeenten
Het kanton Pays de Bidache, Amikuze et Ostibarre omvat volgende 52 gemeenten : 
- Aïcirits-Camou-Suhast
- Amendeuix-Oneix
- Amorots-Succos
- Arancou
- Arbérats-Sillègue
- Arbouet-Sussaute
- Arhansus
- Armendarits
- Aroue-Ithorots-Olhaïby
- Arraute-Charritte
- Ayherre
- La Bastide-Clairence
- Béguios
- Béhasque-Lapiste
- Bergouey-Viellenave
- Beyrie-sur-Joyeuse
- Bidache
- Bonloc
- Bunus
- Came
- Domezain-Berraute
- Etcharry
- Gabat
- Garris
- Hélette
- Hosta
- Ibarrolle
- Iholdy
- Ilharre
- Irissarry
- Isturits
- Juxue
- Labets-Biscay
- Lantabat
- Larceveau-Arros-Cibits
- Larribar-Sorhapuru
- Lohitzun-Oyhercq
- Luxe-Sumberraute
- Masparraute
- Méharin
- Mendionde
- Orègue
- Orsanco
- Osserain-Rivareyte
- Ostabat-Asme
- Pagolle
- Saint-Esteben
- Saint-Just-Ibarre
- Saint-Martin-d'Arberoue
- Saint-Palais
- Suhescun
- Uhart-Mixe